# Concord (Misuri)
Concord es un lugar designado por el censo ubicado en el condado de San Luis en el estado estadounidense de Misuri. En el Censo de 2010 tenía una población de 16421 habitantes y una densidad poblacional de 1.156,76 personas por km².

## Geografía
Concord se encuentra ubicado en las coordenadas 38°30′42″N 90°21′26″O / 38.51167, -90.35722. Según la Oficina del Censo de los Estados Unidos, Concord tiene una superficie total de 14.2 km², de la cual 14.2 km² corresponden a tierra firme y (0%) 0 km² es agua.

## Demografía
Según el censo de 2010, había 16421 personas residiendo en Concord. La densidad de población era de 1.156,76 hab./km². De los 16421 habitantes, Concord estaba compuesto por el 96.04% blancos, el 0.65% eran afroamericanos, el 0.14% eran amerindios, el 1.67% eran asiáticos, el 0.02% eran isleños del Pacífico, el 0.33% eran de otras razas y el 1.14% pertenecían a dos o más razas. Del total de la población el 1.41% eran hispanos o latinos de cualquier raza.